# Amygdalum peasei
Amygdalum peasei is een tweekleppigensoort uit de familie van de Mytilidae. De wetenschappelijke naam van de soort is voor het eerst geldig gepubliceerd in 1870 door Newcomb.